# 21. Jahrhundert
Portal Geschichte | Portal Biografien | Aktuelle Ereignisse | Jahreskalender | Tagesartikel

◄ |
19. Jh. |
20. Jh. |
21. Jahrhundert
| 22. Jh.
 
 

2000er |
2010er |
2020er |
2030er
Das 21. Jahrhundert begann mit dem 1. Januar 2001 und endet mit dem 31. Dezember 2100. Es ist das aktuelle Jahrhundert.

## Voraussichtliche Ereignisse

### Politik
- Nach Schätzungen der UNO von 2016 wird die Weltbevölkerung bis 2100 auf 11,2 Milliarden steigen. 2024 wurde ein Peak im Jahr 2084 mit 10,3 Milliarden Menschen prognostiziert, mit einer (geringeren) Prognose von 10,2 Milliarden für das Jahr 2100.
- Das klimapolitische Zwei-Grad-Ziel könnte verfehlt werden, nach den meisten Prognosen gegen 2050, nach optimistischen Prognosen gegen 2090.
- Es besteht weiterhin die Gefahr der Vernichtung großer Teile der Menschheit durch einen Atomkrieg.

### Wissenschaft und Technik
- Die Generation Y ist die erste Generation, die größtenteils in einem Umfeld von Internet und mobiler Kommunikation aufgewachsen ist.
- Weitere technologische Bereiche des frühen 21. Jahrhunderts betreffen künstliche Intelligenz, Robotik, das Internet der Dinge, 3D-Druck und autonome Mobilität.
- Die technologische Singularität könnte eintreten.
- Die PDP-11, ein in den 1970er-Jahren entwickelter Computer, wird in Kernkraftwerken von General Electric noch verwendet. Das soll bis 2050 so bleiben.
- Die Technikfolgenabschätzung beschäftigt sich infolgedessen mit den z. B. gesellschaftlichen Chancen und Risiken des technologischen Fortschritts.

### Wirtschaft
- Der Afro soll im Jahr 2028 in fast ganz Afrika eingeführt werden.
- Die Prekarisierung von Arbeit (in Industriestaaten) wird sich wahrscheinlich durch neuere Faktoren, wie der Scheinselbstständigkeit, der Arbeit auf Abruf und dem Job-Sharing, ausweiten.
- Eine Automatisierung (durch Robotik und KI) der Arbeitswelt bei routine- und wissensintensiven Arbeiten könnte die Menschheit mehr Arbeitsplätze kosten, als der Wandel erbringt. Einer Studie der Oxford-Universität zufolge sind von 700 Berufen 47 % hoch wahrscheinlich von Computern ersetzbar.[1]
- Laut dem Weltwirtschaftsforum werden 65 % der heutigen (2018) Grundschüler später noch bisher unbekannte Berufe ausführen.[2]

### Gesellschaft
- 60 % der Weltbevölkerung werden um 2030 in Megastädten oder Stadtlandschaften leben. 2050 werden es laut der UN 70 % sein.[3]
- Um 2050 wird jeder vierte Mensch in Afrika leben, sofern der bisherige Trend anhält.
- Afrikanische Staaten, wie Angola, Niger und Tansania, könnten ihre Bevölkerung bis Ende des Jahrhunderts verfünffacht haben.
- In einigen mittel- und osteuropäischen Ländern (Polen, Litauen, Ukraine, …) werden schon bis 2050 die Einwohnerzahlen um etwa 15 % sinken.
- Die weltweit durchschnittliche Lebenserwartung soll bis 2100 auf 82,6 Jahren ansteigen (aktuell bei Geburt: 71,9 Jahre).
- Haupteinwanderungsländer für Migration können laut UN bis 2050 die USA, Deutschland, Kanada, Großbritannien, Australien und Russland sein.
- Aufgrund des demografischen Wandels sind 25 % der Weltbevölkerung bis zum Jahr 2100 60 Jahre alt oder älter.

### Religion
- Der Islam wird ab 2075 die Weltreligion mit den wahrscheinlich meisten Anhängern sein.[4]

### Fauna
- Fünf der sieben Arten der großen Menschenaffen werden voraussichtlich aussterben (beide Gorilla-Arten und die drei Orang-Utan-Arten). Weniger gefährdet sind Schimpansen und Bonobos.
- Die genetische Vielfalt der Nutztiere sinkt. Von 8800 bekannten Zuchtrassen sind 17 % vom Aussterben bedroht und 7 % sind ausgestorben.[5]
- Umfang und Ausmaß der Bedrohungen von Bestäubern werden diskutiert (Bienensterben).

## Ereignisse/Entwicklungen

### Politik
- Mit Stand vom Januar 2025 steht die Weltuntergangsuhr des Bulletin of the Atomic Scientists auf 90 Sekunden vor Mitternacht.
- Als erstes Land weltweit, tritt in den Niederlanden am 1. April 2001 ein Gesetz in Kraft, welches die gleichgeschlechtliche Ehe erlaubt. Weitere Staaten ziehen nach, u. a. Deutschland am 1. Oktober 2017.
- Am 11. September 2001 werden durch Terroranschläge beide Türme des World Trade Centers in New York City zerstört und das Pentagon in Washington, D.C. schwer beschädigt. Als Reaktion darauf rufen die USA einen weltweiten Krieg gegen den Terrorismus aus und fordern eine internationale Allianz gegen den Terrorismus. Schlagwörter wie „Das alte Europa“, „Die Achse des Bösen“, „Wer nicht für uns ist, ist gegen uns“ und „Präventivschlag“ begleiten die Politik des US-Präsidenten George W. Bush. In vielen westlichen Ländern werden schärfere Sicherheitsbestimmungen als Schutz gegen Terrorismus erlassen. Datenschützer und Bürgerrechtler drücken ihre Besorgnis darüber aus.
- Die Taliban, von den USA einst unterstützte Glaubenskrieger in Afghanistan, werden zum ersten Ziel der Vereinigten Staaten. In einem Blitzkrieg wird das Land eingenommen und der neue Präsident Hamid Karzai tritt sein Amt an.
- Am 28. September 2001 wird der Ausschuss zur Bekämpfung des Terrorismus als Nebenorgan des UN-Sicherheitsausschusses gegründet.
- Osttimor wird am 20. Mai 2002 nach drei Jahren UN-Verwaltung in die Unabhängigkeit entlassen.
- Der internationale Strafgerichtshof nimmt am 1. Juli 2002 seine Tätigkeiten gegen Völkermord, Verbrechen gegen die Menschlichkeit und Kriegsverbrechen auf.
- Begleitet von weltweiten Protesten in unterschiedlichsten Ländern beginnt am 20. März 2003 der Irakkrieg. Saddam Hussein flieht, wird erst am 13. Dezember 2003 gefangen genommen und am 30. Dezember 2006 nach einem langen Prozess durch den Strang hingerichtet. Es entstehen Spannungen innerhalb der EU durch die Teilnahme einiger Mitgliedsstaaten an diesem Krieg. In den folgenden Jahren (Stand Ende Nov. 2006) destabilisiert sich die Situation zwischen Sunniten und Schiiten zusehends zu bürgerkriegsähnlichen Zuständen.
- Am 11. März 2004 werden durch Terroranschläge in Spaniens Hauptstadt Madrid (Madrider Zuganschläge) 191 Menschen getötet und mehr als 1500 verletzt. Angriffsziele der islamischen Terroristen, die zehn Bomben in Reisetaschen versteckten, waren vier Züge in den Vororten von Madrid. Bei einem späteren Polizeieinsatz sprengen sich sieben Verdächtige in ihrem Appartement in die Luft. Die damalige spanische Regierung unter José María Aznar macht voreilig die ETA verantwortlich.
- NATO-Osterweiterung – Am 29. März 2004 treten sieben osteuropäische Staaten der NATO bei.
- Am 1. Mai 2004 erfolgt die Osterweiterung der Europäischen Union um zehn neue Mitglieder. Dies war die fünfte und bisher größte Erweiterung der Europäischen Union.
- Am 7. Juli 2005 wird die Innenstadt Londons durch vier Anschläge erschüttert. Drei der Sprengsätze wurden in der U-Bahn und einer in einem Doppelstockbus der Hauptstadt des Vereinigten Königreichs gezündet.
- Im Oktober und November 2005 kommt es zu gewalttätigen Unruhen in Frankreich.
- Der Menschenrechtsrat der UN wird am 15. März 2006 als Nachfolger der Menschenrechtskommission gegründet.
- Montenegro erklärt am 3. Juni 2006 nach einer Volksabstimmung seine Unabhängigkeit von Serbien.
- Libanonkrieg 2006 – Am 12. Juni 2006 bricht ein neuer Krieg im Nahen Osten aus. Nach der Entführung zweier israelischer Soldaten durch Hisbollah-Milizionäre reagiert Israel mit Luftangriffen und später mit dem Einmarsch in den Süden des Libanon. Tausende Hisbollah-Raketen werden auf Nordisrael abgefeuert.
- Am 1. Januar 2007 erfolgt Teil II der Osterweiterung der Europäischen Union, indem Bulgarien und Rumänien der EU beitreten.
- Der Kosovo erklärt am 17. Februar 2008 einseitig seine Unabhängigkeit von Serbien.
- Kaukasuskrieg 2008 – Am 7. August 2008 eskaliert der Konflikt zwischen Georgien und Russland um die autonomen georgischen Provinzen Abchasien und Südossetien im Kaukasus. Die beiden Provinzen streben nach Unabhängigkeit von Georgien und nach Eingliederung in die Russische Föderation und werden dabei von Russland unterstützt.
- Operation Gegossenes Blei – Israel geht mit Luftangriffen im Gazastreifen gegen die Terrororganisation Hamas vor, die zuvor Israel mit Raketen beschossen hatte.
- Barack Obama wird am 20. Januar 2009 der erste afroamerikanische Präsident der Vereinigten Staaten von Amerika
- NATO-Osterweiterung – Am 1. April 2009 treten Albanien und Kroatien der NATO bei, die nun 28 Mitgliedstaaten umfasst.
- Bei einem Flugunfall von Smolensk 2010 am 10. April 2010 sterben der polnische Präsident Lech Kaczyński mit seiner Frau und 94 weitere polnische Politiker, Militärs und Würdenträger. Die Delegation war auf dem Weg zur Gedenkfeier des 70. Jahrestags des Massakers von Katyn.
- In der Volksrepublik China findet 2010 die bisher umfangreichste Volkszählung statt.
- In der Arabischen Welt findet 2011 ein politischer Umbruch, der sogenannte Arabische Frühling, statt.
- Der Südsudan erklärt am 9. Juli 2011 nach einer Volksabstimmung seine Unabhängigkeit vom Sudan.
- Am 1. Juli 2013 tritt Kroatien der Europäischen Union bei und wird dadurch der 28. EU-Mitgliedstaat.
- 2014 kommt es zu einer Revolution in der Ukraine, worauf Russland die Krim annektiert und einen Krieg im Osten des Landes entfacht. Die Annexion der Krim und die Eskalation im Donbass markieren den Beginn des umfassenden Russisch-Ukrainischen Krieges. Diese Ereignisse führen zu einer angespannten Lage zwischen der NATO und Russland.
- In der Volksrepublik China wird am 14. Juni 2014 per Staatsrat das Sozialkredit-System beschlossen. Sozialverhalten und staatsbürgerliche Rolle der Bevölkerung z. B. werden so mit einem Online-Ratingsystem über ein Punktekonto belohnt oder bestraft.
- Im Juli 2014 nutzt die Terrororganisation Islamischer Staat die politischen Unruhen des Arabischen Frühlings, des Irakkriegs und des Bürgerkriegs in Syrien und ruft auf Teilen des Gebiets des Iraks und Syriens, die sie unter Kontrolle hat, ein Kalifat aus.
- Am 3. August 2014 beginnt der Islamische Staat (IS) mit einem Völkermord an den Jesiden.
- Aufgrund verschiedener Bürgerkriege und anderer Konflikte erreicht 2015 eine sogenannte Flüchtlingswelle Europa.
- Am 13. November 2015 wurden durch Terroranschläge in Paris 130 Menschen getötet. Es ist der größte Terroranschlag des IS in Europa.
- Durch die Terroranschläge des IS am 22. März 2016 in Brüssel starben 35 Menschen. Zusätzlich gab es 300 Verletzte. Zielorte waren der U-Bahnhof Maalbeek und der Flughafen Brüssel-Zaventem.
- Durch das EU-Mitgliedschaftsreferendum am 23. Juni 2016 wurde der Austritt des Vereinigten Königreichs aus der EU beschlossen.
- Am 22. Mai 2017 wurden beim Terroranschlag in Manchester auf ein Konzert der Sängerin Ariana Grande 23 Menschen getötet und 116 Personen verletzt.
- Der russische Doppelagent Sergei Wiktorowitsch Skripal wurde am 4. März 2018 mit seiner Tochter von einem Nervengift der Nowitschok-Reihe vergiftet und bewusstlos in der englischen Stadt Salisbury aufgefunden.
- Am 27. April 2018 trafen sich Kim Jong-un und Südkoreas Präsident Moon Jae-in in Panmunjeom innerhalb der demilitarisierten Zone zwischen Nord- und Südkorea. Beide traten jeweils über die Landesgrenze des anderen Partners und Kim Jong-un gab ein Versprechen zur Denuklearisierung Nordkoreas ab.
- Rechtspopulismus und Nationalismus diverser Parteien Europas und den USA sind z. B. durch u. a. stärkere Medienresonanz stark ins öffentliche Interesse gerückt und konnten Stimmenzuwächse in Wahlen erzielen, gerade von Protestwählern.
- Soziale Probleme einer Gesellschaft sind Anonymität, Vereinsamung (besonders unter alten Menschen; allgemein verstärkt) und die steigende Ungleichheit zwischen vermögensarmen Bevölkerungsschichten und selbigen mit hohem Vermögen. Die übermäßige Nutzung von sozialen Netzwerken kann Depressionen auslösen und den Selbstwert schädigen oder Selbstinszenierung fördern.
- Am 31. Januar 2020: Austritt des Vereinigten Königreichs aus der Europäischen Union.
- Das Kapitol in Washington, D.C. wurde – am 6. Januar 2021 – von Randalierern gewaltsam gestürmt. Der (zum Zeitpunkt) amtierende Präsident Donald J. Trump ruft zum Marsch zum Kapitol auf. Hierbei sollte die Stimmauszählung und die Bestätigung des Electoral College gestört werden. Trump erkennt die Ergebnisse der US-Wahl 2020 nicht an. Seit dem Jahr 1814 ist dies der erste weitere Sturm aufs Kapitol.
- 2021 erfolgten der Truppenabzug der NATO aus Afghanistan und der Vormarsch der Taliban.
- Am 24. Februar 2022 erfolgte ein russischer Überfall auf die Ukraine.
- Am 8. September 2022: Tod von Königin Elisabeth II. Neuer König ist Charles III.

### Wirtschaft
- Einführung einer einheitlichen europäischen Währung (Euro), 1999 als Buchgeld und 2002 als Bargeld in zunächst 13 europäischen Ländern. Weitere Staaten treten in den folgenden Jahren bei.
- Die Volksrepublik China steigt Anfang des 21. Jahrhunderts mit hohen Wachstumsraten zu einer globalen Wirtschaftsmacht auf. Ökonomen sprechen vom „asiatischen Jahrhundert“.
- Seit Anfang des Jahres 2008 gibt es weltweit eine Immobilien- und Finanzkrise.
- Staatsschuldenkrise in Griechenland ab 2010 belastet die europäische und weltweite Wirtschaft. Nach Griechenland konnten auch die Länder Irland, Portugal, Italien und Spanien (Eurokrise) ihre Staatsschulden nicht mehr bedienen.
- Afrika gilt immer noch als der ärmste Kontinent der Erde.
- Der demographische Wandel erfasst immer mehr Staaten auf der Erde, darunter auch immer mehr Entwicklungsländer.
- Ausbau der Erneuerbaren Energien mit Windenergie und Sonnenenergie.
- Geplanter und ausgeführter Ausstieg aus der Kernenergie in einigen europäischen Ländern und Japan.
- Verkehrsmittel wie Carsharing oder Mitfahrgelegenheiten nehmen Einfluss. Die Nutzung des Fernbusses ist seit der Jahrtausendwende stark am Fernverkehr anteilig (2017: 13,8 % am deutschen Fernverkehr).
- Der Fahrradverkehr nimmt mit kostengünstigen Verleihsystemen kurzfristiger oder langfristiger Nutzung, Einfluss auf die Attraktivität des Rads als Verkehrsmittel. Der E-Bike-Markt nimmt an Bekanntheit zu, der Anteil des Radverkehrs an der Verkehrsmittelwahl betrug 2017 11 % und ist damit seit 2002 (9 %) um zwei Prozentpunkte gestiegen. Die Investitionen in Radschnellwege und Radfernwegenetze (D-Routen) fördern die weitere Auslegung des Verkehrs auf das Fahrrad.
- Die Informations- und Kommunikationstechnologien sind weltweit einer der schnellst wachsenden Branchen.

### Forschung und Technik
- 2003 wird das Humangenomprojekt abgeschlossen. Die bisher weltweit größte Zusammenarbeit eines biologischen Projekts.
- Der Unternehmer Michael Melvill erreicht als erster Mensch mit einem privat finanzierten Raumfahrzeug den Weltraum. Er war Testpilot des SpaceShipOne am 21. Juni 2004.
- Das seiner Zeit größte Passagierflugzeug der Welt, der Airbus A380, absolviert am 27. April 2005 seinen Erstflug.
- In China entsteht der Drei-Schluchten-Damm. Die Bauarbeiten zur Errichtung der Talsperre werden am 20. Mai 2006 offiziell abgeschlossen.
- Der Teilchenbeschleuniger LHC wird am 10. September 2008 in Genf von CERN in Betrieb genommen. Er ist der stärkste Hochenergie-Beschleuniger der Welt.
- Die Raumsonde Voyager 1 tritt im August 2012 als erstes vom Menschen erzeugtes Objekt in den interstellaren Raum ein.
- Im August 2013 stellt Elon Musk ein White Paper für die Idee des Hyperloops vor, ein Konzept des Hochgeschwindigkeitstransports.
- 2016 sind 89,1 % der Weltbevölkerung von Lichtverschmutzung betroffen.
- Die fortschreitende digitale Revolution bekräftigt die Auseinandersetzung mit dem bedingungslosen Grundeinkommen, als Alternative zur finanziellen Unterstützung einer Bevölkerung unabhängig von der wirtschaftlichen Lage der einzelnen Bürger.
- Mit dem am 12. November 2014 von der Sonde Rosetta auf dem Kometen 67P/Tschurjumow-Gerassimenko abgesetzten Lander Philae landet erstmals ein Raumfahrzeug auf einem Kometen.
- Seit den 2010er Jahren wächst der Markt alltagstauglicher Hybrid- und Elektrofahrzeuge rasant. Im selben Jahrzehnt beginnen die ersten Testfahrten mit selbstfahrenden Autos.

- Die Entwicklung der Mobilfunkgenerationen UMTS (3G), LTE (4G, 4G+) und 5G ermöglichen zuletzt unter aktuellstem Standard die Realisierbarkeit des autonomen Fahrens, Nutzung von On-Demand-Streamingdiensten und der Echtzeitübertragung im Fernsehen z. B. unter Benutzung eines Mobilfunkgerätes.
- Der weltweite Anteil an Internetnutzern beträgt mit 48 % fast die Hälfte der Menschheit. Seit 2000 hat sich die Zahl damit verneunfacht. Hier haben 57,8 % der weltweiten Haushalte einen Internetzugang.[6] 2013 haben 80 % der Menschheit ein Mobiltelefon und 2010 33 % einen persönlichen Computer.[7] Dies steht in einem Verhältnis dazu, dass weltweit 20 % der Weltbevölkerung um 2012 keine zuverlässige Stromversorgung haben.[8]
- Seit November 2022 ist der Chatbot ChatGPT für die Öffentlichkeit verfügbar.
- Mit den Kernkraftwerken Isar 2, Neckarwestheim 2 und Emsland wurden am 15. April 2023 auch die letzten deutschen Kernkraftwerke durch den Atomausstieg vom Netz genommen.[9]

### Erfindungen und Entdeckungen
- Anwendung der Gentechnik
- Anwendung der Nanotechnologie
- Verbreitung von Bionik

### Religion
- Papst Johannes Paul II. stirbt am 2. April 2005 im Alter von 84 Jahren nach dem – mit fast 27 Jahren – drittlängsten Pontifikat in der römisch-katholischen Kirchengeschichte. Sein Tod löst eine öffentliche Massentrauer aus. Kardinal Joseph Ratzinger wird am 19. April 2005 zum Papst Benedikt XVI. gewählt.
- Am 11. Februar 2013 kündigt Papst Benedikt XVI. aufgrund seines fortgeschrittenen Alters seinen Amtsverzicht an. Er ist somit der erste zurückgetretene Papst nach Coelestin V., der im Jahr 1294 aus eigener Entscheidung zurücktrat.
- Papst Franziskus, bürgerlich Jorge Mario Bergoglio, wird am 13. März 2013 zum 266. Papst gewählt. Er ist der erste Pontifex aus Lateinamerika.
- Zum Reformationsjubiläum 2017 wird der Reformationstag einmalig deutschlandweiter Feiertag.
- Seit dem 24. Juli 2020 wird die Hagia Sophia wieder als Moschee genutzt.
- Die Religionszugehörigkeit sinkt und 2010 gehören weltweit 1,1 Milliarden Menschen keiner Religion an.[10] Stand 2025 sind mehr als 1,2 Milliarden Menschen konfessionslos, was einen Anteil von 15,1 % der Weltbevölkerung ausmacht.[11]
- Am 31. Dezember 2022 stirbt der emeritierte Papst Benedikt XVI. in der Vatikanstadt.
- Nach dem Tod von Papst Franziskus am 21. April wird Kardinal Robert Francis Prevost am 8. Mai 2025 zum Papst Leo XIV. gewählt.

### Gesundheit
- Übergewicht und Adipositas stellen in allen Mitgliedsstaaten der WHO ein wachsendes Gesundheitsproblem dar.[12]
- AIDS und Tuberkulose sind weiterhin auf dem Vormarsch, wobei eine Eliminierung der Kinderlähmung in den nächsten Jahren erwartet wird.
- Jährlich sterben 12,6 Mio. Menschen an umweltbedingten Gesundheitsrisiken, wie Luftverschmutzung, unsauberem Wasser und chemischer Gefahrenstoffe.
- 2002 wurde die Infektionskrankheit SARS in der chinesischen Provinz Guandong entdeckt, welche vom SARS-Coronavirus übertragen wird.
- Seit 2008 treten auf Madagaskar weltweit überdurchschnittlich viele Fälle von Pest auf. 2017 erreichte eine Lungenpest-Epidemie einen Stand von 2348 infizierten Personen und 202 Todesopfern.
- Durch der Schweinegrippe-Pandemie im Jahr 2009/10, ausgelöst vom Influenza-Virus H1N1, wurden in 214 Staaten Infizierte gemeldet. 18.449 Menschen fallen der Grippe zum Opfer.
- Online-Spielsucht wird seit Juni 2018 von der WHO als eigenständige Krankheit gesehen.
- Im Dezember 2019 wurde in der chinesischen Stadt Wuhan das Coronavirus SARS-CoV-2 entdeckt, welches für die COVID-19-Pandemie mit weitreichenden Folgen verantwortlich ist.

### Natur und Naturkatastrophen
- Die Folgen eines Erdbebens im Indischen Ozean am 26. Dezember 2004 überleben mehr als 300.000 Menschen in Südasien nicht. Die meisten von ihnen werden durch den durch das Beben ausgelösten Tsunami getötet. Weitere starben an ihren Verletzungen und dem Ausbruch von Seuchen. Unter den Opfern waren auch sehr viele Touristen westlicher Nationen. Am schlimmsten betroffen ist die indonesische Provinz Aceh. Außerdem sind die Länder Thailand, Sri Lanka, Bangladesch, Malaysia, Myanmar, Indien, Singapur, die Malediven, Kenia, die Seychellen und Somalia sowie einige abhängige Gebiete in Afrika und Asien betroffen.
- Infolge des Hurrikans Katrina werden im September 2005 große Teile der Stadt New Orleans und der Golfküste der USA überflutet. Hilfsmaßnahmen liefen erst mit einigen Tagen Verspätung an, die komplette Stadt wurde evakuiert. Etwa 1800 Menschen kamen ums Leben, der finanzielle Schaden wurde auf über 125 Milliarden Dollar geschätzt.
- Eine Zunahme von Naturerscheinungen löst die Diskussion über einen Klimawandel aus. Stürme wie Katrina, Nargis oder Kyrill sorgen überall auf der Welt für erhebliche Schäden. Auch andere Naturphänomene wie die „Jahrhundertflut 2002“ an der Elbe oder der „Jahrhundertsommer 2003“ in Europa bestätigen den Klimawandel, der ein wichtiges Thema in der Politik wird und die Menschen beschäftigt.
- Am 12. Januar 2010 wird Haiti von den schwersten Erdbeben in der Geschichte Nord- und Südamerikas sowie den bisher verheerendsten des Jahrhunderts erschüttert. 212.000 Menschen sterben, Millionen Menschen werden obdachlos. (Erdbeben in Haiti 2010)
- Am 27. Februar 2010 wird in Chile, nordnordöstlich der Stadt Concepción, das fünftstärkste Erdbeben, seit Beginn der seismischen Aufzeichnungen im Jahr 1900, gemessen. Das Beben hatte eine Stärke von 8,8 Mw auf der Momenten-Magnituden-Skala und erzeugte einen Tsunami, der weite Küstenstriche der Región del Maule und Región del Biobío Chiles verwüstete. (Erdbeben in Chile 2010)
- Am 11. März 2011 führte das äußerst starke Tōhoku-Erdbeben in Ost-Japan mit Epizentrum ca. 130 km östlich von Sendai, gefolgt von bis zu 23 Meter hohen Tsunamiwellen, die in weniger als einer halben Stunde die Küste erreichten, zur völligen Verwüstung vieler Küstenorte sowie dem Ausfall der Kühlsysteme mehrerer japanischer Kernkraftwerke und der Nuklearkatastrophe von Fukushima.
- Die Erderwärmungsgeschwindigkeit wird bis Ende des 21. Jahrhunderts etwa 100-mal größer als bei bisherigen natürlichen Klimaveränderungen sein.[13]
- Mit dem Begriff Anthropozän fing man 2000 an, den Menschen als geologischen Faktor für die Biosphäre zu betrachten. Eigenschaften sind u. a. Übersäuerung der Atmosphäre und der Weltmeere, Abnahme der Biodiversität, Artensterben z. B. unter Bestäubern, Überfischung, Waldbrand(rodung), der selbst- bzw. menschengemachte Klimawandel, Kunstdüngereinsatz und einseitige betriebene Landwirtschaft mit wachsender Weltbevölkerung. Nach umfangreichen, immer detaillierten Umweltstudien und Zukunftsszenarien steigen alle genannten Parameter bisher in ihrem Ausmaß.

### Weitere Ereignisse
- 2007 lebten erstmals mehr Menschen in Städten als auf dem Land.
- Im Oktober 2011 überstieg die Weltbevölkerung formell erstmals sieben Milliarden Menschen, 2022 acht Milliarden.
- Mit der Britin Florence Green stirbt am 4. Februar 2012 der letzte bekannte Veteran des Ersten Weltkrieges.
- Am 15. April 2017 stirbt mit Emma Morano die letzte lebende Person, die vor 1900 geboren wurde.
- Mit 103 Opfern ist der Krankenpfleger Niels Högel für eine der größten Mordserien seit dem Ende der Nachkriegszeit Deutschlands verantwortlich.[14]
- Mit 239 vermutlichen Opfern gilt der Malaysia-Airlines-Flug 370 als der größte Fall eines vermissten Verkehrsflugzeugs der Geschichte. Der Fall ist bis heute ungeklärt.
- Der 2017 vom Larsen-C-Eisschelf (Antarktis) abgebrochene Eisberg A-68 ist mit 5800 km² und mehr als 1100 Gigatonnen Gewicht der größte jemals beobachtete Eisberg und eine der größten in Bewegung geratenen Eismassen überhaupt.
- Anfang 2023 löst Indien die Volksrepublik China als bevölkerungsreichster Staat der Erde ab.

## Die Welt zu Anfang des Jahrhunderts in Karten

### Mensch und Umwelt
- Die Verteilung der Agglomeration auf der Erde: Städtische Ballungsräume und ihr erweitertes Umland
- Bevölkerungsdichte auf der Erde 2005
- Die Top 10 der am stärksten verschmutzten Orte der Erde
- Landnutzung und Anthrome auf der Erde
- Ökumene (Geographie), Subökumene und Anökumene
- Globale Erwärmung: Temperaturen 2000–2009 im Vergleich zu 1970–1979
- Verschiebung der Klimazonen nach dem Worst-Case-Szenario (A1FI) des IPCC (animiert)

### Soziales
- Bevölkerungsdichte auf der Erde 2005
- Religionsfreiheit in einzelnen Ländern
- Huntingtons Einteilung der Welt in Kulturräume

### Wirtschaft
- Die wichtigsten Rohstoff-Fördergebiete der Erde
- Bekannte konventionelle Erdöl- und Erdgasfelder, sowie Förderung
- Unkonventionelle Ölsand-, Ölschiefer-, Bitumen- u. a. Erdöl- und Gasvorkommen

### Ökologie, Biologie, Naturschutz
- Die Vegetationszonen der Erde
- Ecozones (Landschaftszonen) der Erde, Entwurf der FAO
- Ökozonen der Erde nach Schultz
- Zonobiome und Zonoökotone der Erde nach Walter u. Breckle
- Die Vielfalt der geozonalen Modelle (animiert)
- Globale Verteilung der Biodiversität, bezogen auf die Anzahl der Gefäßpflanzen-Arten
- Die letzten Wildnisgebiete der Welt
- Europas Wildnis und derzeitige Wilderness-Gebiete